# Polychytrium
Polychytrium är ett släkte av svampar. Polychytrium ingår i familjen Cladochytriaceae, ordningen Chytridiales, klassen Chytridiomycetes, divisionen pisksvampar och riket svampar.
|              | Nowakowskiella                            |
|              |                                           |
|              | Cladochytrium                             |
|              |                                           |
|              | Lacustromyces                             |
|              |                                           |
| Polychytrium | \| \| Polychytrium aggregatum \| \| \| \| |
|              | \| \| Polychytrium aggregatum \| \| \| \| |
|              | Physocladia                               |
|              |                                           |
|              | Saccopodium                               |
|              |                                           |
|              | Septochytrium                             |
|              |                                           |
|              | Megachytrium                              |
|              |                                           |
|              | Amoebochytrium                            |
|              |                                           |
|              | Polychytrium aggregatum                   |
|              |                                           |

|  | Polychytrium aggregatum |
|  |                         |